# باتا (إله)
باتا من القيس، هو إله على هيئة الثور من عصر الدولة الحديثة، والذي يمثل مع أخيه أنوبيس الإقليم السابع عشر من أقاليم صعيد مصر.

## التاريخ
حتى منتصف الأسرة الثامنة عشر، كان باتا يُمثل ككبش ويخصص اسمه بكبش مستلقي، ثم فيما بعد أخذ شكل الثور. وباتا هو على الأرجح موحّد مع إله الموت بت في مصر القديمة، المعروف من سقارة، على سبيل المثال من مصطبة تي. ولم يُذكر باتا في نصوص الأهرام ولا نصوص التوابيت.

## في الأدب
باتا هو اسم بطل القصة في قصة الأخوين، وهي نسخة محفوظة على بردية دوبريني من زمن الدولة الحديثة، حيث فيها هو اسم أخي أنوبيس. كما يُذكر أيضًا في بردية جوميلهاك من العصر البطلمي.

## روابط خارجية
- قصة الأخوين